# الآزوتيات
تتضمن عائلة الآزوتيات (بالإنجليزية: Azotobacteraceae)‏ ديازتروفيات من جنسين: آزوموناس Azomonas وآزوتية Azotobacterl تميزها قدرتها على تشكيل كيسة. كما يميز العائلة شكل خلية متغير، فشكلها التقليدي بيضوي، وكثير منها متعدد الأشكال. وبوفرة كافية من الموليبدنوم (Mo) فإنها قادرة على تثبيت 10 ميلي غرام من النيتروجين الجزيئي مقابل كل غرام مستهلك من السكريات في ظروف هوائية.